# Ángel Sánchez
Ángel Sánchez (ur. 3 marca 1957) – argentyński sędzia piłkarski. Sędziował dwa mecze Mundialu 2002 (RPA - Słowenia i Portugalia - Korea Południowa).
Zadebiutował w 1982 roku a zakończył karierę w 2006.
Był także sędzią na Copa América 2001.